# Neferkasocar
Neferkasocar fue un soberano de la dinastía II de Egipto. Gobernó ca. 2764-2756 a. C.
Su nombre figura entre Neferkara y Hudyefa en la Lista Real de Saqqara y el Canon Real de Turín donde le asignan un mandato de 8 años. Aunque no está en la Lista Real de Abidos.
Puede tratarse del Sesocris de Manetón, según Sexto Julio Africano y Eusebio de Cesarea.
Posiblemente se tratara de un mandatario que solo gobernaba en la región del delta del Nilo.
Von Beckerath asigna como sucesor de Neferkasocar a Hudyefa.

## Testimonios arqueológicos de su época
- Un fragmento de papiro (del siglo II a. C.) que parece mostrar su nombre, y describe el edificio de un templo en la zona de El-Fayum.
- Una inscripción, con el nombre Neferkasocar en la pirámide inacabada de Zawyet el-Aryan.
- Un sello cilíndrico con el nombre del monarca, que podría no ser contemporáneo.

## Titulatura
| Titulatura | Jeroglífico | Transliteración (transcripción) - traducción - (referencias) |

| O34 · V31 · D21 | F35 | D28 |

| O34 · V31 · D21 | F35 | D28 |

| O34 · V31 · D21 | F35 | D28 |

| O34 · V31 · D21 | F35 | D28 |

| O34 · V31 · D21 | F35 | D28 |

| O34 · V31 · D21 | F35 | D28 |

| O34 · V31 · D21 | F35 | D28 |

| O34 · V31 · D21 | F35 | D28 |

| O34 · V31 · D21 | F35 | D28 |

| O34 · V31 · D21 | F35 | D28 |

| O34 · V31 · D21 | F35 | D28 |

| O34 · V31 · D21 | F35 | D28 |

| O34 · V31 · D21 | F35 | D28 |

| O34 · V31 · D21 | F35 | D28 |

| O34 · V31 · D21 | F35 | D28 |

| O34 · V31 · D21 | F35 | D28 |

| F35 | D28 | Z1 | O34 · V31 · r · Z5 | G7 |

| F35 | D28 | Z1 | O34 · V31 · r · Z5 | G7 |

| F35 | D28 | Z1 | O34 · V31 · r · Z5 | G7 |

| F35 | D28 | Z1 | O34 · V31 · r · Z5 | G7 |

| F35 | D28 | Z1 | O34 · V31 · r · Z5 | G7 |

| F35 | D28 | Z1 | O34 · V31 · r · Z5 | G7 |

| F35 | D28 | Z1 | O34 · V31 · r · Z5 | G7 |

| F35 | D28 | Z1 | O34 · V31 · r · Z5 | G7 |

| F35 | D28 | Z1 | O34 · V31 · r · Z5 | G7 |

| F35 | D28 | Z1 | O34 · V31 · r · Z5 | G7 |

| F35 | D28 | Z1 | O34 · V31 · r · Z5 | G7 |

| F35 | D28 | Z1 | O34 · V31 · r · Z5 | G7 |

| F35 | D28 | Z1 | O34 · V31 · r · Z5 | G7 |

| F35 | D28 | Z1 | O34 · V31 · r · Z5 | G7 |

| F35 | D28 | Z1 | O34 · V31 · r · Z5 | G7 |

| F35 | D28 | Z1 | O34 · V31 · r · Z5 | G7 |